# 川名雅裕
川名 雅裕（かわな まさひろ、1964年 - ）は、神奈川県横浜市出身のグラフィックデザイナー、カメラマン。株式会社ビー・キューブ代表取締役。ビジネスネームはグラフィックデザイナーとしては川名 正拳（読み同じ）、カメラマンとしては川名 マッキー（Macky Kawana、かわな マッキー）を名乗る。

## 経歴
1983年、神奈川県立柏陽高等学校卒業。1985年、東京デザイン専門学校グラフィックデザイン科卒業。
グラフィックデザイナーとして都内のデザインプロダクションに所属後、1992年にビー・キューブを設立。商業出版物の企画・デザイン、
製作や撮影を幅広く手掛け、テレビ神奈川の音楽情報バラエティ『saku saku』のメインキャラクター“白井ヴィンセント”も作品のひとつである。
2009年より家族写真の出張撮影「家族の肖像」プロジェクトを始め、プロフィール写真カメラマンとしても好評を博す。
2011年8月に脳卒中で倒れるも、このときの後遺症は軽いものだった。しかし、2020年6月30日に再度脳卒中で倒れ、これにより右側片麻痺となり、言語障害も残っている。片麻痺となってからも左手でカメラを扱い、写真展も開いている。